# Wandiligong
Wandiligong – miasto w Australii, w stanie Wiktoria.